# 194

194(백구십사)는 193보다 크고 195보다 작은 자연수다.

## 수학
- 합성수로, 그 약수는 1, 2, 97, 194다. 진약수의 합은 100이므로, 194는 부족수다.
  - 62번째 반소수다. 앞의 반소수는 187, 다음 반소수는 201이다.
- {\displaystyle 194=5^{2}+13^{2}}
  - 서로 다른 두 소수(素數)의 제곱합으로 나타낼 수 있는 6번째 반소수다. 이 성질을 지닌 앞의 수는 178, 다음 수는 218이다. (OEIS의 수열 A103558)
  - 연속하는 두 개의 중심있는 사각수의 제곱합으로 나타낼 수 있으며, 이 성질을 지닌 앞의 수는 26, 다음 수는 794다.
- {\displaystyle 194=7^{2}+8^{2}+9^{2}}
  - 연속하는 세 자연수의 제곱합으로 나타낼 수 있으며, 이 성질을 지닌 앞의 수는 149, 다음 수는 245다.
- {\displaystyle 35^{3}-1}은 194로 나누어떨어진다.

## 과학
- NGC 194: 물고기자리 방향에 있는 타원은하.

## 교통
- 일본 194번 국도(일본어판): 고치현 고치시에서 에히메현 사이조시까지 이어지는 일본의 국도.
- 현도 제194호선

## 군사
- U-194(영어판, 독일어판): 제2차 세계 대전에 사용된 나치 독일의 군용 잠수함.

## 문화유산
- 대한민국의 국보 제194호: 황남대총 남분 금목걸이
- 대한민국의 보물 제194호: 부여 석조
- 대한민국의 사적 제194호: 서울 헌릉과 인릉

## 방송
- 지니 TV의 캐치온2 채널 번호.
- B tv의 EBS English 채널 번호.
- U+ TV의 미국 방송인 디스커버리 채널 채널 번호.
- B tv 케이블의 이데일리TV 채널 번호.

## 기타
- 연도: 194년, 기원전 194년